# Melissa Fumero
Melissa Fumero, geboren als Gallo (19 augustus 1982), is een Amerikaans actrice. Ze is het bekendst van haar rol als Amy Santiago in de komische televisieserie Brooklyn Nine-Nine.

## Prijzen en nominaties
| Jaar | Prijs              | Categorie                                                                                           | Werk               | Resultaat   |
| ---- | ------------------ | --------------------------------------------------------------------------------------------------- | ------------------ | ----------- |
| 2006 | ALMA Award         | Uitstekende vertolking in een 'Daytime Drama', een serie die tijdens de werkuren wordt uitgezonden. | One Life to Live   | Genomineerd |
| 2015 | NHMC Impact Awards | Uitstekende prestaties en bijdragen tot de positieve afschildering van latino's in de media.        | Brooklyn Nine-Nine | Gewonnen    |
| 2015 | Imagen Awards      | Beste ondersteunende actrice – Televisie                                                            | Brooklyn Nine-Nine | Genomineerd |
| 2016 | Imagen Awards      | Beste ondersteunende actrice – Televisie                                                            | Brooklyn Nine-Nine | Genomineerd |

- Bibliothèque nationale de France: cb170775804 (data)
- International Standard Name Identifier: 0000 0004 5252 915X
- Library of Congress Control Number: no2016108734
- Nederlandse Thesaurus van Auteursnamen: 384074901
- Virtual International Authority File: 317164653
- WorldCat: E39PBJhhtQR3wTpccmHPpF9JjC